# Appendicula perplexa
Appendicula perplexa là một loài thực vật có hoa trong họ Lan. Loài này được (Ames) Ames mô tả khoa học đầu tiên năm 1913.